# Édouard Lartet

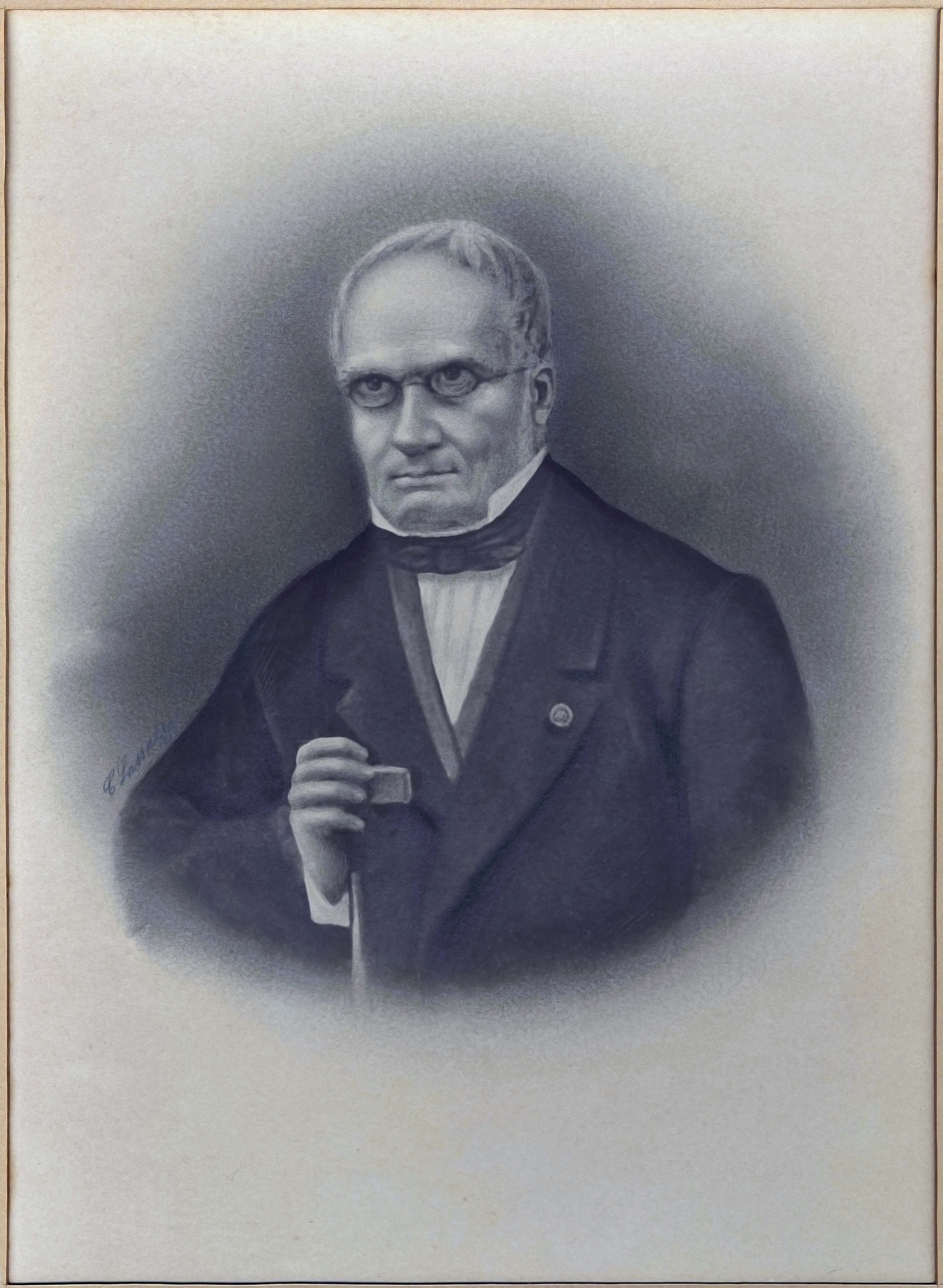
Édouard Lartet

Édouard Armand Isidore Hippolyte Lartet (ur. 15 maja 1801 lub w kwietniu 1801 w Saint-Guiraud lub Castelnau-Babareus, zm. 29 stycznia 1871 w Seissan) – francuski paleontolog, geolog i archeolog.

Pierced rod from – Magdalenian – Former collection of Laret – Muzeum Tuluzy

Ukończył prawo na Uniwersytecie w Tuluzie w 1820. W latach 30., kiedy prowadził praktykę prawnicza, jeden z jego klientów podarował mu kieł mastodonta, co rozbudziło jego zainteresowanie prehistorią. W 1836 w Sansan odkrył fragment szczęki naczelnego, którego nazwał Protophitecus antiquus. Znalezisko to wzbudziło duże kontrowersje w czasach przeddarwińskich.
Prowadził wykopaliska na terenie Francji, koncentrował się na stanowiskach paleolitycznych m.in. w jaskiniach w rejonie Dordogne. Do najbardziej znanych badanych przezeń stanowisk należą Aurignac, Le Moustier, Lez Eyzies i La Madeleine. Swoje badania prowadził dzięki wsparciu finansowemu angielskiego przedsiębiorcy, Henry'ego Christy. Współpracował z innym francuskim archeologiem, de Perthesem. 
Jest autorem pierwszej periodyzacji paleolitu – podzielił go na 4 okresy na podstawie kryteriów paleontologicznych. Uważał, że można wydzielić fazy dzięki zmianom w wyglądzie artefaktów i towarzyszących im szczątków organicznych.
Odkrył najstarsze wówczas znane zabytki sztuki paleolitycznej. Od 1869 (lub 1868) do śmierci był tytularnym profesorem paleontologii w muzeum Jardin des Plantes. Otrzymał oficerski krzyż Orderu Legii Honorowej. Jego syn, Louis Lartet, również był znanym paleontolgiem.